# Championnats du monde de snowboard 2013
Navigation
Édition précédente Édition suivante
La 10e édition des Championnats du monde de snowboard se déroulent du 17 au 27 janvier 2013 à Stoneham (Canada).

## Résultats

### Hommes
| Épreuves                          | Or                  | Argent             | Bronze             |
| --------------------------------- | ------------------- | ------------------ | ------------------ |
| Slopestyle 18 janvier             | Roope Tonteri       | Mark McMorris      | Janne Korpi        |
| Big air 19 janvier                | Roope Tonteri       | Niklas Mattsson    | Seppe Smits        |
| Half-pipe 20 janvier              | Iouri Podladtchikov | Taku Hiraoka       | Markus Malin       |
| Slalom géant parallèle 25 janvier | Benjamin Karl       | Roland Fischnaller | Vic Wild           |
| Snowboardcross 26 janvier         | Alex Pullin         | Markus Schairer    | Stian Sivertzen    |
| Slalom parallèle 27 janvier       | Rok Marguc          | Justin Reiter      | Roland Fischnaller |

### Femmes
| Épreuves                          | Or                    | Argent            | Bronze           |
| --------------------------------- | --------------------- | ----------------- | ---------------- |
| Slopestyle 18 janvier             | Spencer O'Brien       | Sina Candrian     | Torah Bright     |
| Half-pipe 20 janvier              | Arielle Gold          | Holly Crawford    | Sophie Rodriguez |
| Slalom géant parallèle 25 janvier | Isabella Laboeck      | Julia Dujmovits   | Amelie Kober     |
| Snowboardcross 26 janvier         | Maelle Ricker         | Dominique Maltais | Helene Olafsen   |
| Slalom parallèle 27 janvier       | Ekaterina Tudegesheva | Patrizia Kummer   | Amelie Kober     |

### Tableau des médailles
| Rang | Nation     | Or | Argent | Bronze | Total |
| ---- | ---------- | -- | ------ | ------ | ----- |
| 1    | Canada     | 2  | 2      | 0      | 4     |
| 2    | Finlande   | 2  | 0      | 2      | 4     |
| 3    | Autriche   | 1  | 2      | 0      | 3     |
| 3    | Suisse     | 1  | 2      | 0      | 3     |
| 5    | Australie  | 1  | 1      | 1      | 3     |
| 6    | États-Unis | 1  | 1      | 0      | 2     |
| 7    | Allemagne  | 1  | 0      | 2      | 3     |
| 8    | Russie     | 1  | 0      | 1      | 2     |
| 9    | Slovénie   | 1  | 0      | 0      | 1     |
| 10   | Italie     | 0  | 1      | 1      | 2     |
| 11   | Japon      | 0  | 1      | 0      | 1     |
| 11   | Suède      | 0  | 1      | 0      | 1     |
| 13   | Norvège    | 0  | 0      | 2      | 2     |
| 14   | Belgique   | 0  | 0      | 1      | 1     |
| 14   | France     | 0  | 0      | 1      | 1     |